# هارو سوتوزاکی
هارو سوتوزاکی (انگلیسی: Haruo Sotozaki؛ زادهٔ) کارگردان پویانمایی اهل ژاپن است. وی از سال ۱۹۹۴ میلادی تاکنون مشغول فعالیت بوده‌است.